# Ramerupt
Ramerupt je naselje in občina v severnem francoskem departmaju Aube regije Šampanja-Ardeni. Leta 1999 je naselje imelo 357 prebivalcev.

## Geografija
Naselje leži v pokrajini Šampanji ob reki Aube 45 km severno od središča departmaja Troyesa.

## Uprava
Ramerupt je sedež istoimenskega kantona, v katerega so poleg njegove vključene še občine Avant-lès-Ramerupt, Brillecourt, Chaudrey, Coclois, Dampierre, Dommartin-le-Coq, Dosnon, Grandville, Isle-Aubigny, Lhuître, Longsols, Mesnil-la-Comtesse, Mesnil-Lettre, Morembert, Nogent-sur-Aube, Ortillon, Pougy, Saint-Nabord-sur-Aube, Trouans, Vaucogne, Vaupoisson, Verricourt in Vinets s 3.407 prebivalci.
Kanton je sestavni del okrožja Troyes.
1. ↑  »Populations légales 2016«. Nacionalni inštitut za statistične in gospodarske raziskave. Pridobljeno 25. aprila 2019.